# Dolmen von Maus de Salas

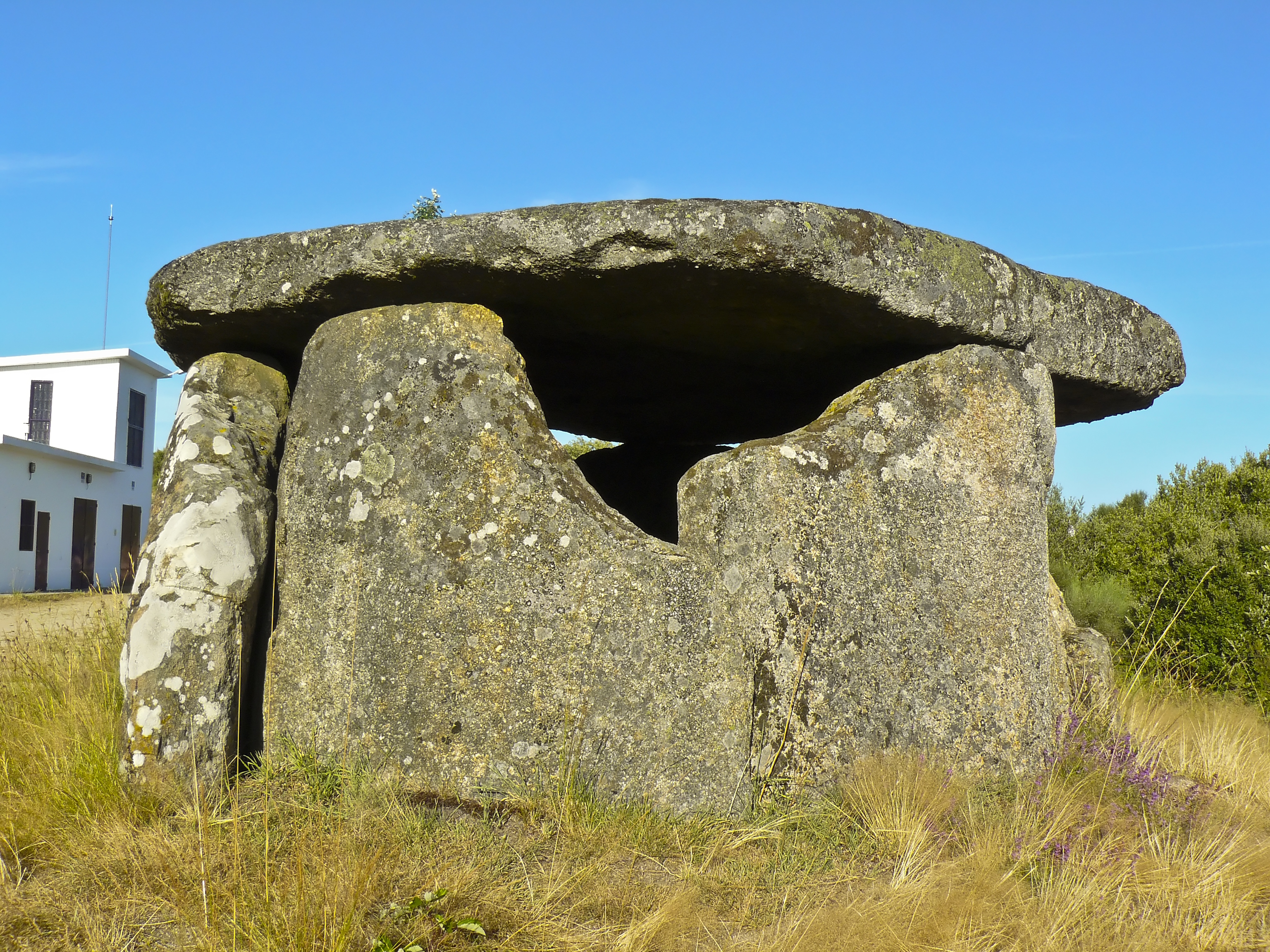
Casiña da Moura

Die Dolmen von Maus de Salas bei Muiños stammen aus dem 4. und 3. Jahrtausend v. Chr. (3500 bis 2700 v. Chr.) und sind die südlichsten in Galicien in Spanien. Sie liegen etwas isoliert im Parque Natural Baixa Limia-Serra do Xurés, nahe der Grenze zu Portugal, wo Dolmen als Antas bezeichnet werden. Das Casiña da Moura wurde im Zuge des Staudammbaus in die Nähe der Staumauer versetzt. In der Serra do Leboreiro, an der Grenze zu Portugal gab es einst mehr als 130 Großsteingräber mit einer durchschnittlichen Dichte von 0,4 Anlagen pro Quadratkilometer.

## Casiña da Moura
Casiña da Moura ist ein Dolmen mit Gang und polygonaler Kammer, bestehend aus sieben Orthostaten bzw. Tragsteinen, die in 2,6 m Höhe eine große Deckenplatte stützen und einen rechteckigen Zugang freilassen, an den der Gang anschloss, dessen Steine nicht erhalten sind. Die Anlage wurde in den 1920er Jahren von Florentino López Cuevillas ausgegraben.

## Casola do Foxo

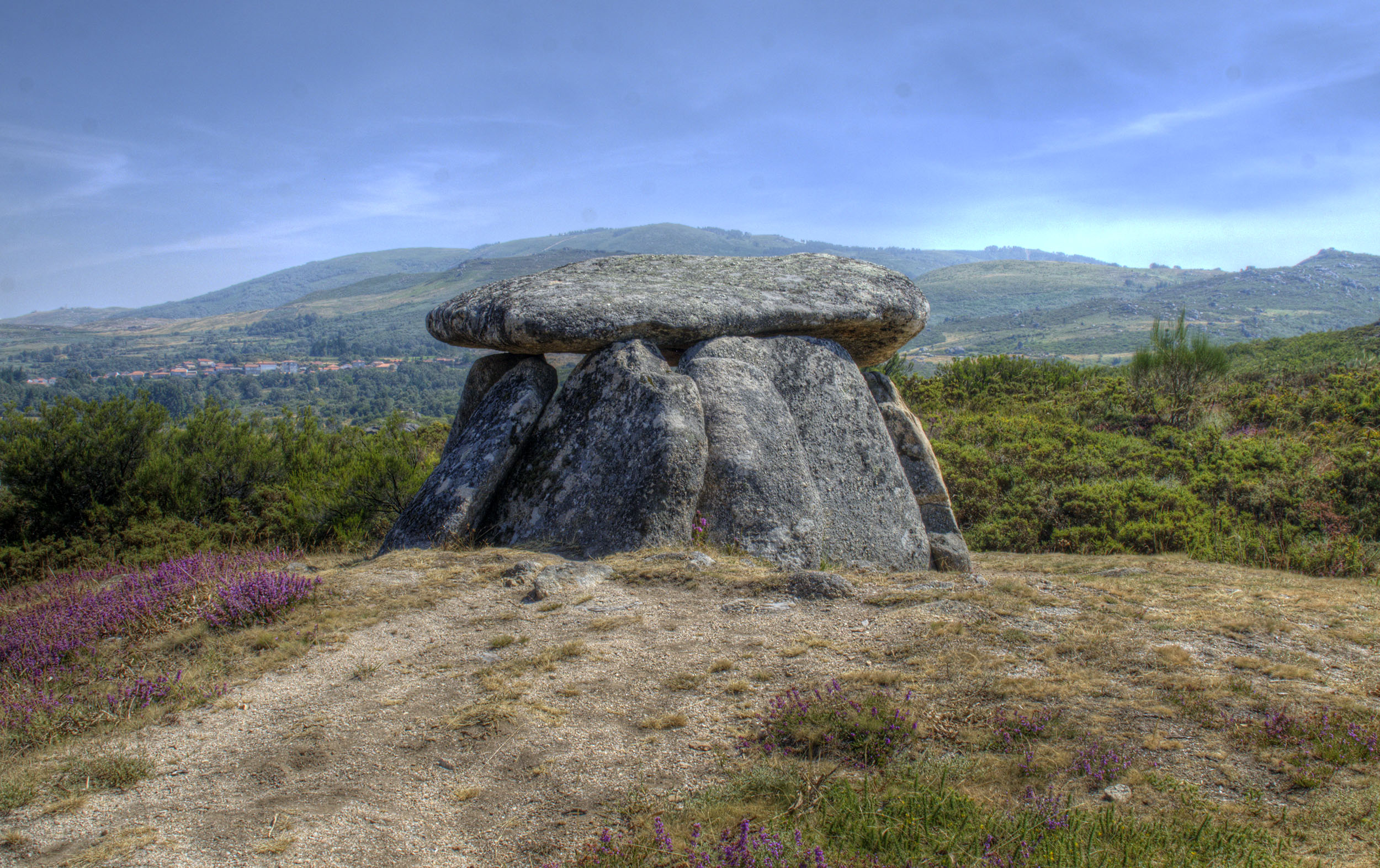
Casola do Foxo

Casola do Foxo ist ein einfacher Dolmen mit einer polygonalen Kammer, bestehend aus Orthostaten, die in einer Höhe von 2,4 m eine große Deckenplatte stützen. Der Zugang ist nicht der ursprüngliche, er wurde von Hirten zum Schutz vor dem Wetter überdacht. Wahrscheinlich befindet sich auch dieser Dolmen nicht in seiner ursprünglichen Position.